# Christina Jones
Christina Jones (Missoula, 17 settembre 1987) è una sincronetta statunitense.
Ai Campionati mondiali di nuoto di Kazan' 2015 ha vinto la medaglia d'oro nel programma tecnico di questa specialità, gareggiando in coppia con Bill May.

## Palmarès
- Campionati mondiali di nuoto

Kazan 2015: oro nel programma tecnico.